# David Berry Hart

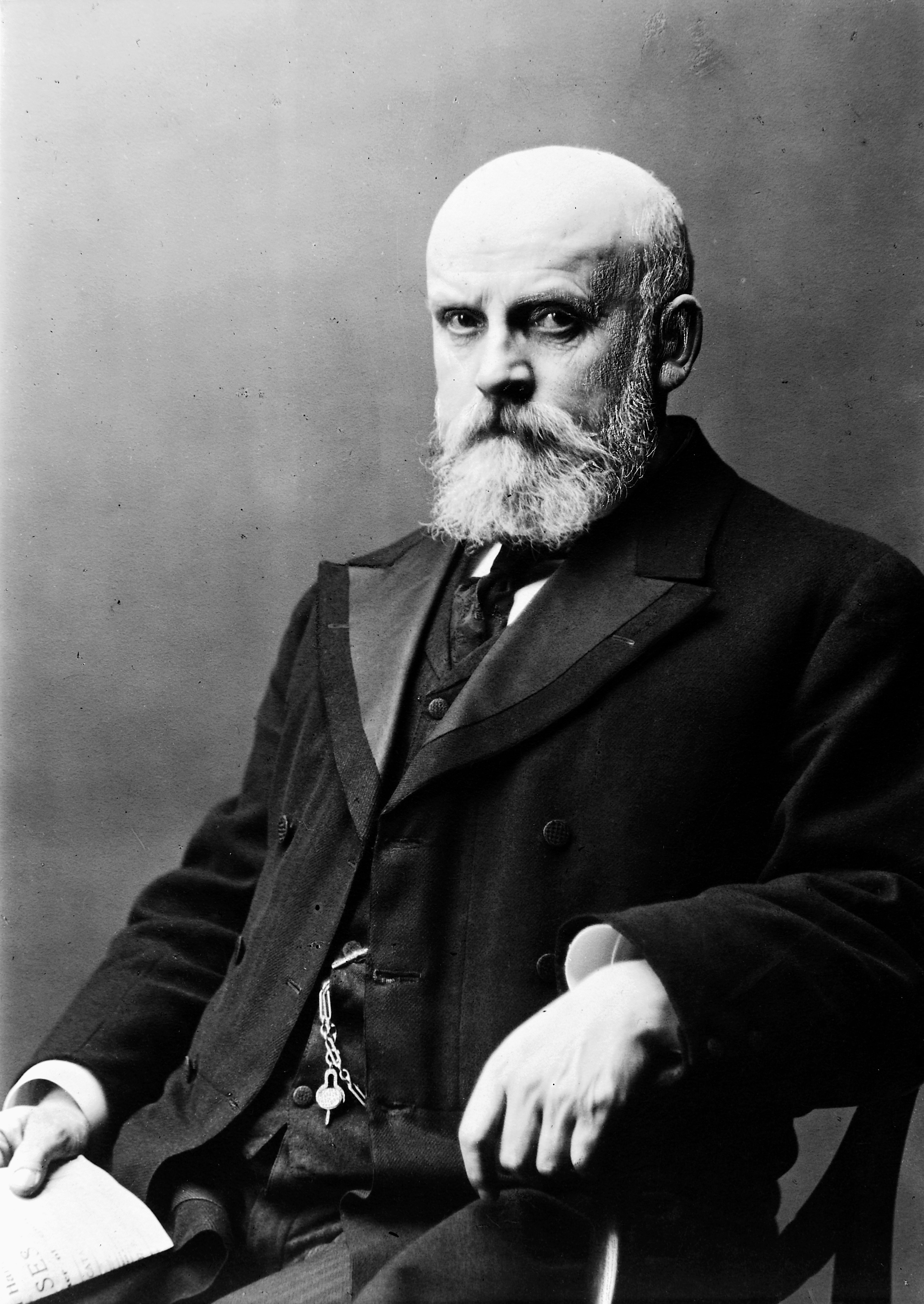
Porträt von David Berry Hart

David Berry Hart, M.D., F.R.C.P.E. (* 12. Dezember 1851 Edinburgh; † 10. Juni 1920 ebenda) war ein schottischer (Vereinigtes Königreich Großbritannien und Irland) Arzt, Chirurg und Hochschullehrer.

## Leben und Wirken
David Berry Hart wurde in Edinburgh geboren und starb auch dort. Sein Großvater, David Berry, war im Baugeschäft als builder in Edinburgh tätig. Er heiratete seine erste Kusine Jessie Smith Welsh Berry, mit der er zwei Töchter und zwei Söhne hatte. Eine Enkelin war die Schriftstellerin und Schauspielerin Marian Lines.
Er schloss sein Medizinstudium mit einem „Bachelor of Medicine“ (M.B.) und einem „Master of Surgery“ (C.M.) an der University of Edinburgh im Jahre 1877 ab. Nach einem kurzen Aufenthalt in Wien wurde er Assistent im „Midwifery Department“ unter der Leitung von Alexander Russell Simpson. Seine späteren Spezialgebiete waren die Geburtshilfe und die Gynäkologie, obstetrics and gynaecology. Seinen „Doctor of Medicine“ (M.D.) bzw. seine Arbeit “The Structural Anatomy of the female pelvic floor” wurde mit einer Goldmedaille der Syme Surgical Fellowship ausgezeichnet.
Im Jahre 1882 wurde er zusammen mit Alexander Hugh Freeland Barbour (1856–1927) Co-autor des Manual of Gynaecology in zwei Bänden.
Er war Sekretär der Edinburgh Obstetrical Society von 1879 bis 1883 und wurde 1890 deren Präsident. Dazu war er auch Bibliothekar in der Royal College of Physicians of Edinburgh.
D. Berry Hart wohnte in einem außergewöhnlichen gregorianischem Stadthaus, am 29 Charlotte Square in Edinburgh’s First New Town. Es war von Robert Adam geplant und konstruiert worden.
In seiner ärztlichen Tätigkeit war im Bereich der Geburtshilfe an den Universitäten von Edinburgh, Oxford, Birmingham und Liverpool tätig.
Er war ein überzeugter politischer Liberaler und Mitglied der United Free Church of Scotland.
Professor Hart schrieb insgesamt neuen umfangreiche Bücher und mehr als siebzig Arbeiten. So etwa “Manual of Gynaecology”, “Guide to Midwifery” and “Some Phases of Evolution”. He contributed an article on “Hermaphrodism in Man” for “Encyclopaedia Medica”. Bekannt ist er in der Gynäkologie auch durch die „Hart’s line“ im Scheidenvorhof, Vestibulum vaginae oder Hartschen Linie. Sie stellt eine makroskopisch nicht sichtbare Grenzzone zwischen den lateralen Rand des Vestibulum vaginae dar. Histologisch zeigt sie sich in dem Übergang des (medial) nicht-verhornten Plattenepithel zum (lateral) gering verhornten Epithels. Sie führt die Grenze auf zwischen „Innen“- und „Außenwelt“ (Endoderm und Ektoderm). Auch den Mendelsche Regeln galt sein wissenschaftliches Interesse.

## Ehrungen
- Fellow der Royal Society of Edinburgh (1888)[9]
- Honorary Fellow of the American Gynaecological Society[10]
- Ehrenmitglied der Gesellschaft für Geburtshilfe und Gynäkologie in Berlin (GGG)[11]
- Korrespondierendes Mitglied der Gesellschaft für Geburtshilfe zu Leipzig